# Buza (arte marcial)
Buzá (em russo:  Буза) é uma tradição folclórica russa de combate corpo-a-corpo. É expressada na forma de uma dança, combinando movimentos que lembram as danças tradicionais hopak e trepak, com chutes rodados e rasteiras, alguns golpes que lembram a capoeira. A prática inclui o uso de trajes tradicionais russos, acompanhamento musical tradicional (opcional) e, por vezes, uso de armas tradicionais medievais russas (como bastões e facas).
Regularmente ocorrem competições de contato entre lutadores de escolas de diferentes regiões.

## História
Buzá é uma arte marcial mesclada tradicional russa, recriada nos anos 1990 por Gregorii N.Bazlov, baseada nos estilos de luta tradicionais do noroeste da Rússia, praticados na segunda metade do século XX nas vilas de Tver, Novgorod, Vologda e Pskov Oblasts, onde os lutadores eram separados em clãs.